# Spermacoce paganuccii
Spermacoce paganuccii är en måreväxtart som beskrevs av Elsa Leonor Cabral och Nélida María Bacigalupo. Spermacoce paganuccii ingår i släktet Spermacoce och familjen måreväxter. Inga underarter finns listade i Catalogue of Life.